# Rafael Hernández Marín
Rafael Hernández Marín, también conocido como El Jibarito (Aguadilla, 24 de octubre de 1891-San Juan, 11 de diciembre de 1965), fue compositor puertorriqueño mundialmente conocido por sus boleros y canciones, principalmente El cumbanchero, Campanitas de cristal, Perfume de gardenias y Lamento borincano. Fue una figura cimera de la música popular puertorriqueña durante el siglo XX.

## Vida
Hernández nació en la ciudad de Aguadilla, Puerto Rico, en una familia pobre, el 24 de octubre de 1892. Cuando era niño, aprendió el arte de la fabricación de cigarros. También aprendió a amar la música y pidió a sus padres que le permitieran convertirse en un estudiante de música de tiempo completo.[cita requerida]
Cuando tenía 12 años de edad, Hernández estudió música en San Juan, bajo la dirección de los profesores de música José Ruellan Lequenica y Jesús Figueroa. Aprendió a tocar muchos instrumentos musicales, entre ellos el clarinete, tuba, violín, piano y guitarra.
A la edad de 14 años, tocó para la Orquesta Cocolía. Hernández se trasladó a San Juan, donde tocó para la orquesta municipal bajo el director Manuel Tizol.[cita requerida]

### Participación en la Primera Guerra Mundial
En 1917, Rafael Hernández estaba trabajando como músico en Carolina del Norte, cuando los Estados Unidos entra a la Primera Guerra Mundial. El músico de jazz James Reese Europe reclutó a los hermanos Rafael Hernández y Jesús Hernández, junto con otros 16 puertorriqueños, para que se unieran a la Orquesta Europa, la banda musical de los Harlem Hell Fighters del Ejército estadounidense.
Hernández se enroló en el ejército y fue asignado al regimiento de infantería 369 de los Estados Unidos (antes conocido como el décimo quinto regimiento de infantería, Guardia Nacional de Nueva York). El regimiento, apodado como los Harlem Hell Fighters por los alemanes, sirvió en Francia. El batallón 369 fue condecorado con la Croix de Guerre por el presidente francés.
Tras la guerra, Hernández se mudó a la ciudad de Nueva York. En 1920, viajó a Cuba, donde vivió hasta 1924. A su regreso a Nueva York, organizó un trío llamado Trío Borinquen o Trío Borincano.

### Vida en México
En 1932, Rafael Hernández se mudó a México, donde dirigió una orquesta y se enroló en el Conservatorio Nacional de Música para incrementar su acervo musical. En esa época, también se convirtió en actor y creó las bandas sonoras de muchas películas mexicanas de la llamada "Época de Oro". Durante su estancia en México, Hernández compuso la canción Qué chula es Puebla, considerada como el himno no oficial del estado.
Hernández contrajo matrimonio con una mexicana, María Pérez Marín (1924-2018). En 1937, escribió Lamento borincano, una de sus grandes obras; y ese mismo año compuso Preciosa, considerada como su pieza maestra y que es más conocida en la voz de Marc Anthony, quien la lanzó como parte su álbum Desde un Principio: From the Beginning en 1999. Hernández regresó a Puerto Rico en 1947, donde se convirtió en el director de la Orquesta Sinfónica de Puerto Rico. También trabajó como consultor para la emisora gubernamental WIPR. Entre 1956 y 1959, Hernández fungió como Presidente Honorario de la Asociación de Compositores y Autores de Puerto Rico.

## Muerte
En septiembre de 1965, representantes de la Universidad Interamericana de Puerto Rico visitaron a Hernández para notificarle que había sido reconocido con un doctorado honoris causa en Humanidades. El 21 de noviembre de dicho año, se emitió un especial televisivo en su honor, en el que se dirigió a la gente por última ocasión, a través de una cinta magnetofónica, con un mensaje de agradecimiento. El cantautor se despidió con las palabras: «Hasta siempre, mis jíbaros». El programa se puede apreciar en https://www.youtube.com/watch?v=8U7ObfwNVB4.
Rafael Hernández falleció el 11 de diciembre de 1965. Sus restos están enterrados en el cementerio de Santa María Magdalena de Pazzis, en el viejo San Juan.

## Legado
La obra musical de Rafael Hernández constituye un legado de incalculable valor en el pentagrama de la música puertorriqueña e hispanoamericana. Su legado abarca prácticamente todos los géneros musicales contando más de 2.000 composiciones, entre las que se encuentran: Lamento Borincano, Silencio, Ausencia, Perfume de gardenias, Campanitas de cristal, Desvelo de amor, Preciosa y la nana convertida en rumba, El cumbanchero.[cita requerida]
Quizás su canción más famosa sea Lamento borincano, que ha sido grabada por numerosos artistas y representa las luchas del jíbaro puertorriqueño para subsistir; el arquetipo de un héroe con el que el pueblo puertorriqueño se ha identificado, lo cual puede ser interpretado como representación de la lucha propia de Puerto Rico por su identidad nacional e independencia a causa de su historia colonial. Una de las versiones más viejas de la canción fue interpretada por Alfonso Ortiz Tirado. Una versión moderna fue hecha por Gilberto Santa Rosa, Marc Anthony y La India. Entre otros que la han interpretado se encuentran Javier Solís, Chavela Vargas, José Feliciano a dúo con Luis Fonsi y el trovador chileno Víctor Jara.
Por haber compuesto la pieza Qué chula es Puebla, considerada como himno regional de ese estado mexicano, el Gobierno del Estado de Puebla lo honró en 1978 con el único monumento levantado en México a su memoria (avenida 43 Oriente, entre calle 16 de Septiembre y calle 2 Sur). También el tema Linda Quisqueya es apreciado por algunos dominicanos como el segundo himno de su patria.